# همیلتون، انتاریو
همیلتون (به انگلیسی: Hamilton) شهری است در جنوب استان انتاریو، کانادا.

## نگارخانه

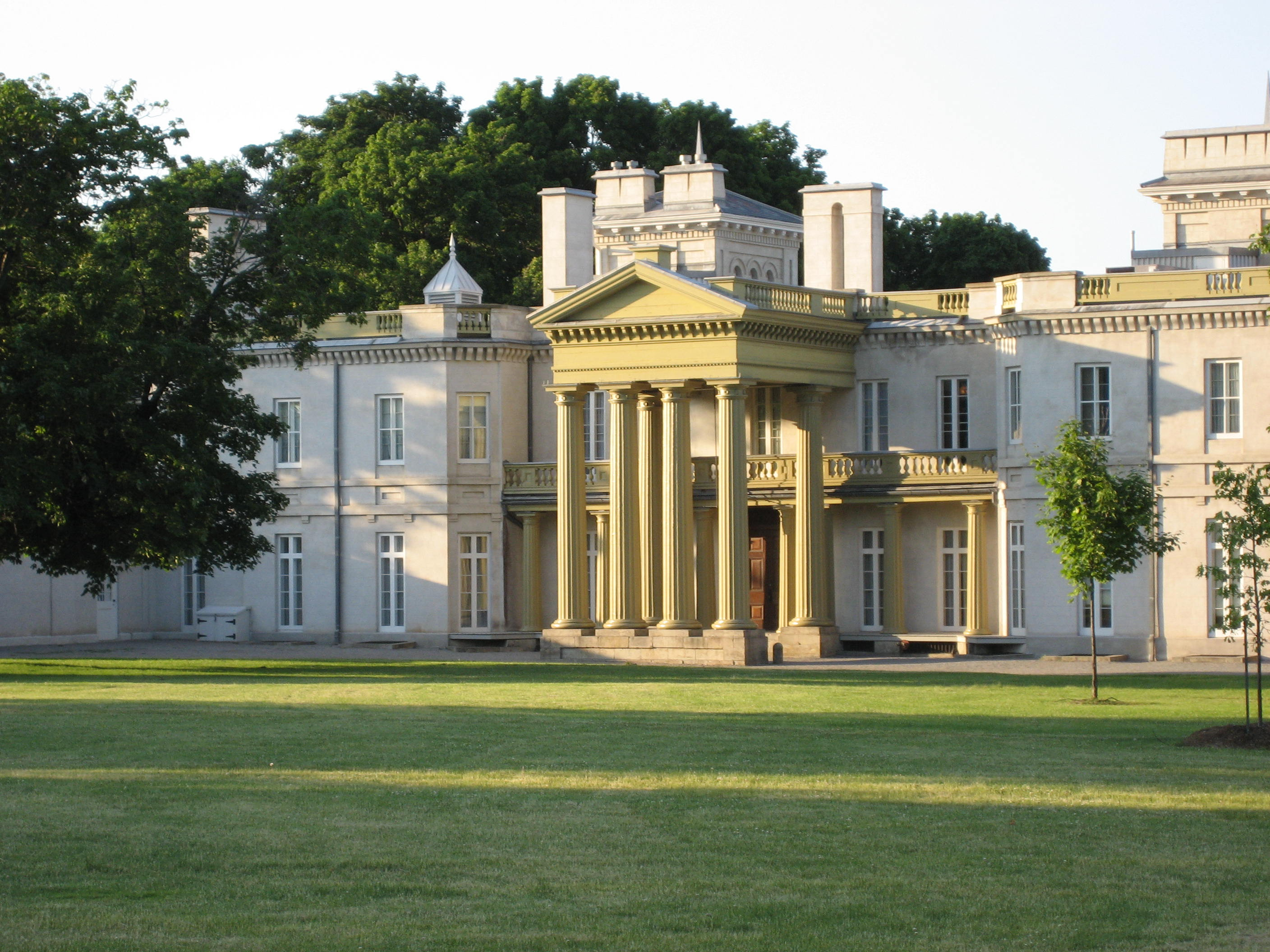
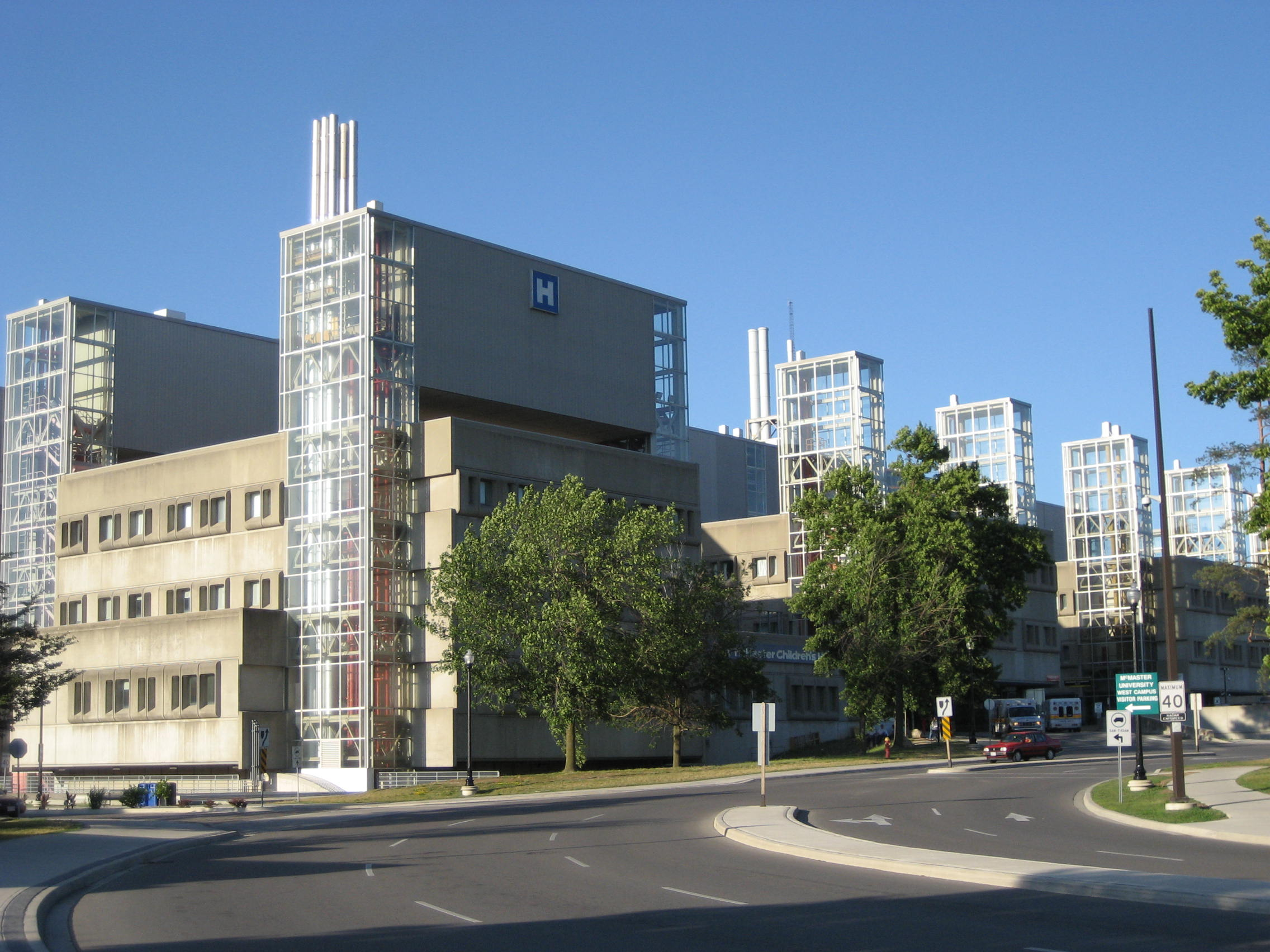
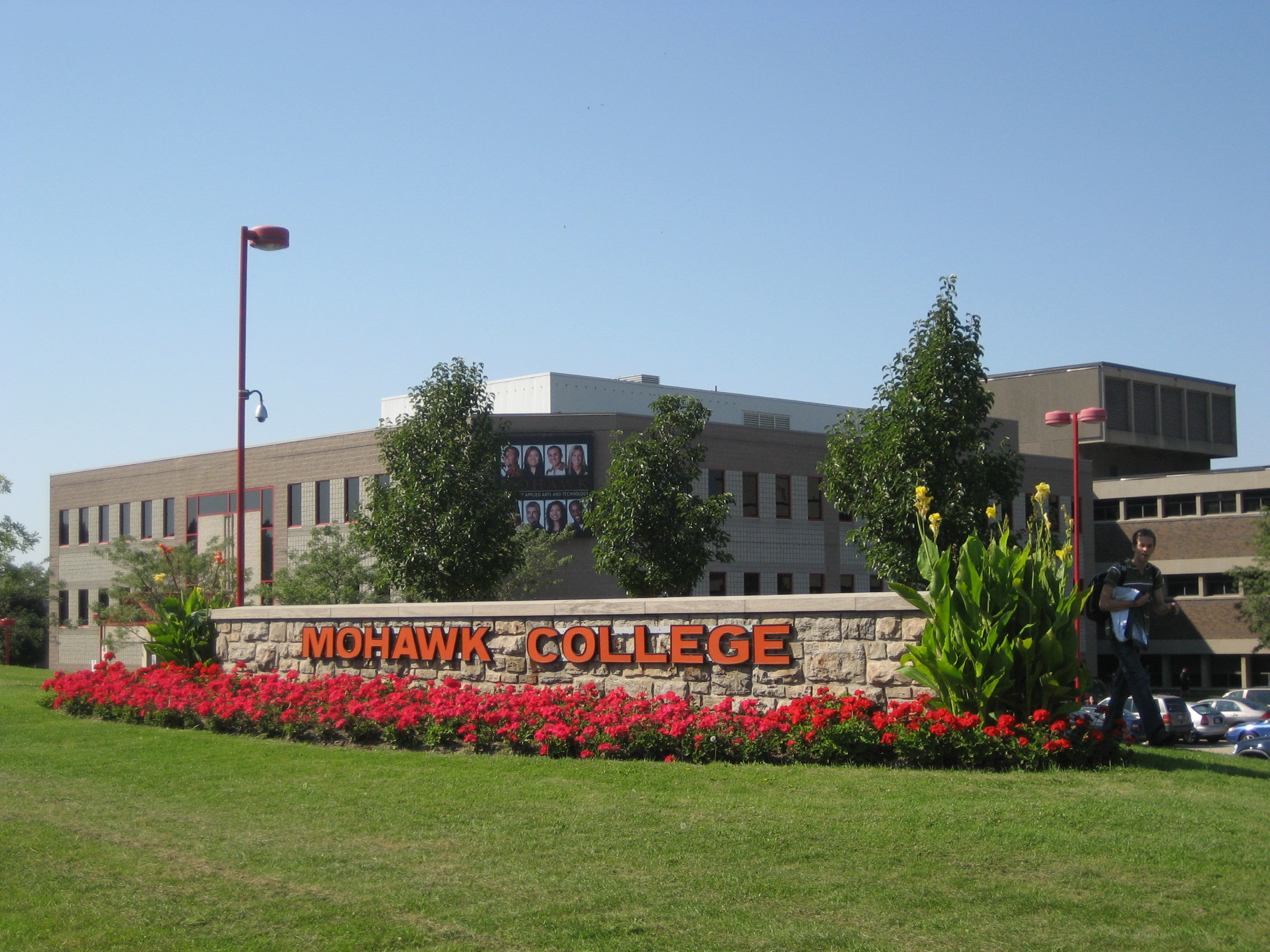
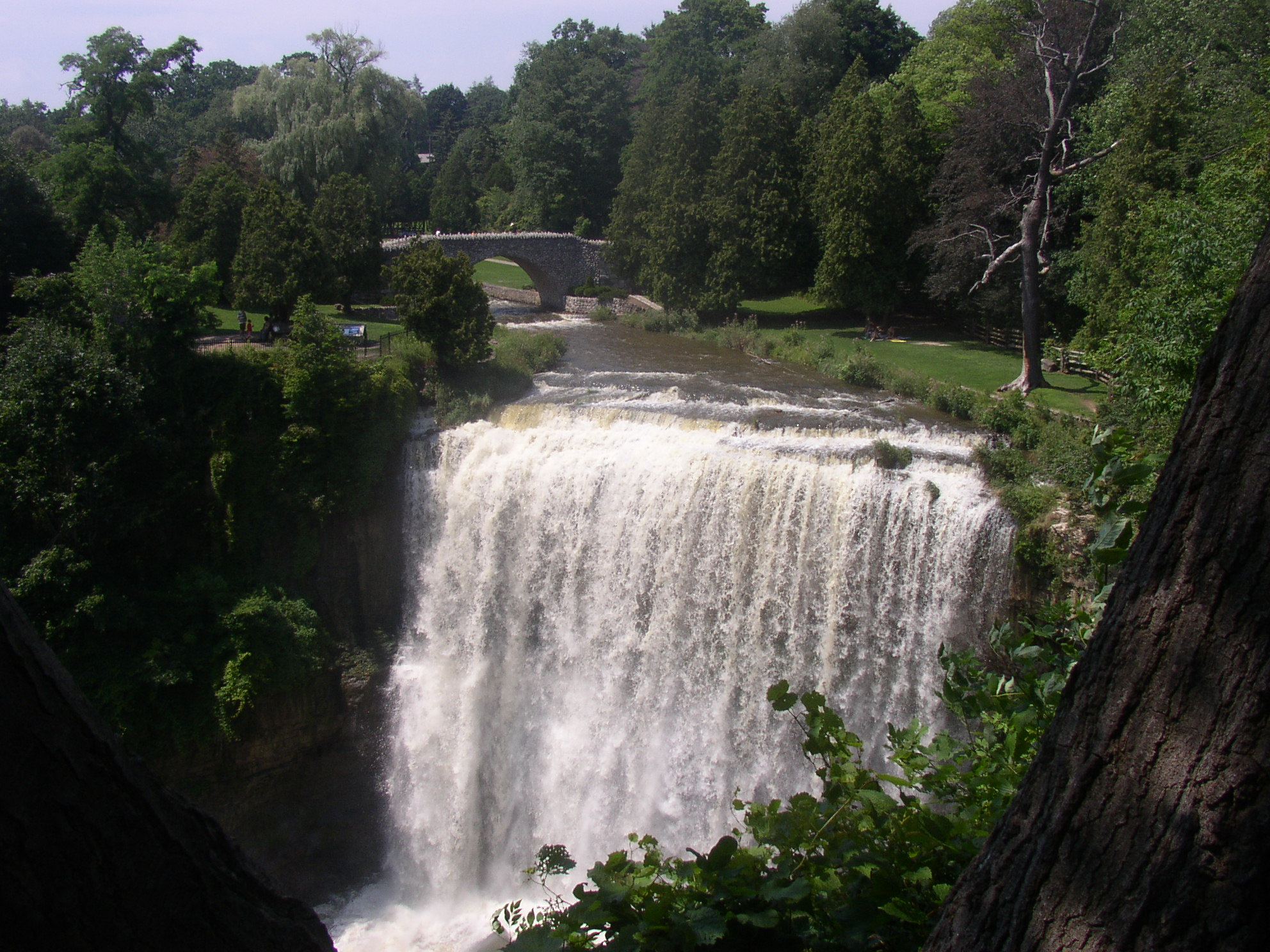
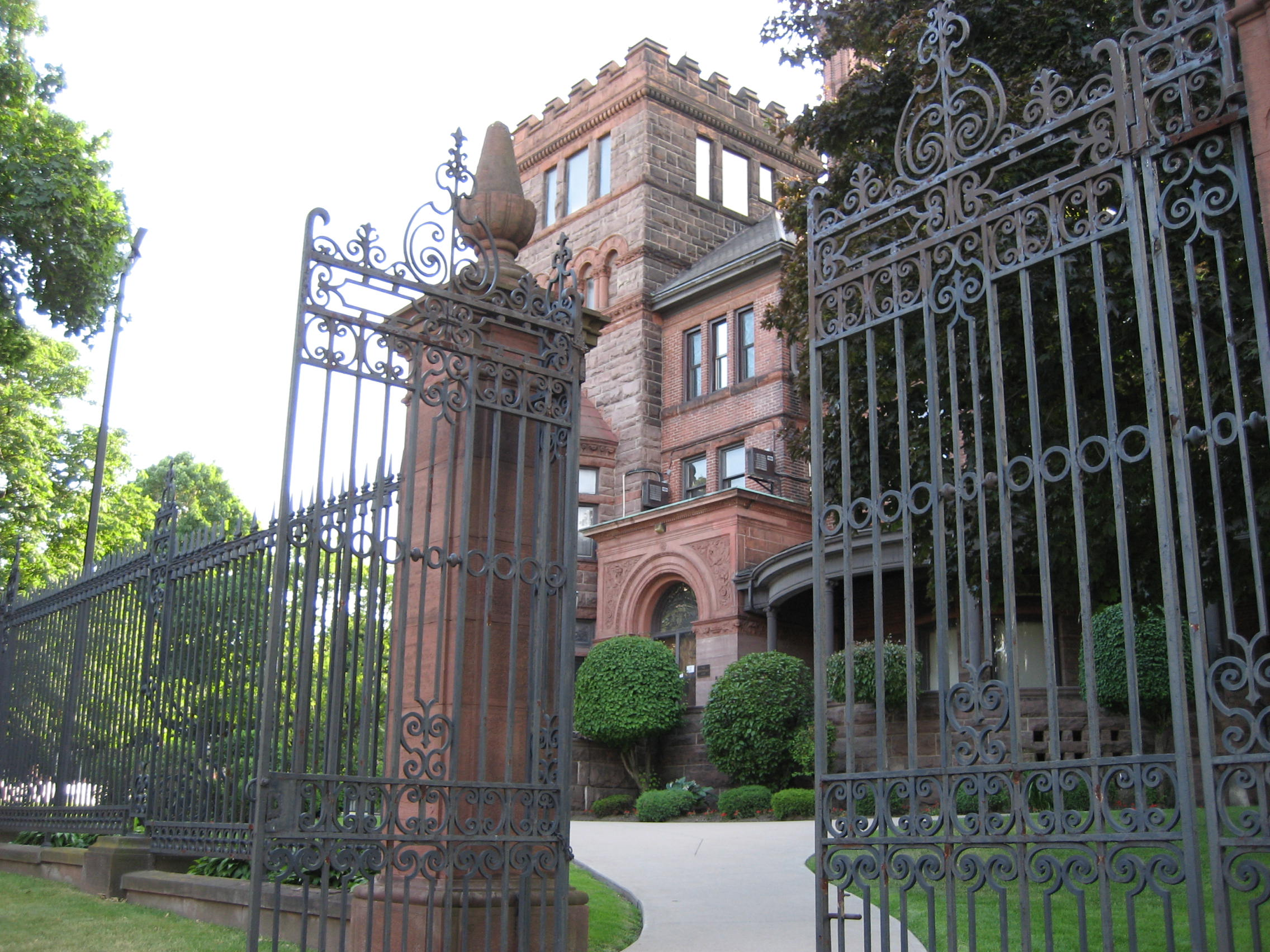
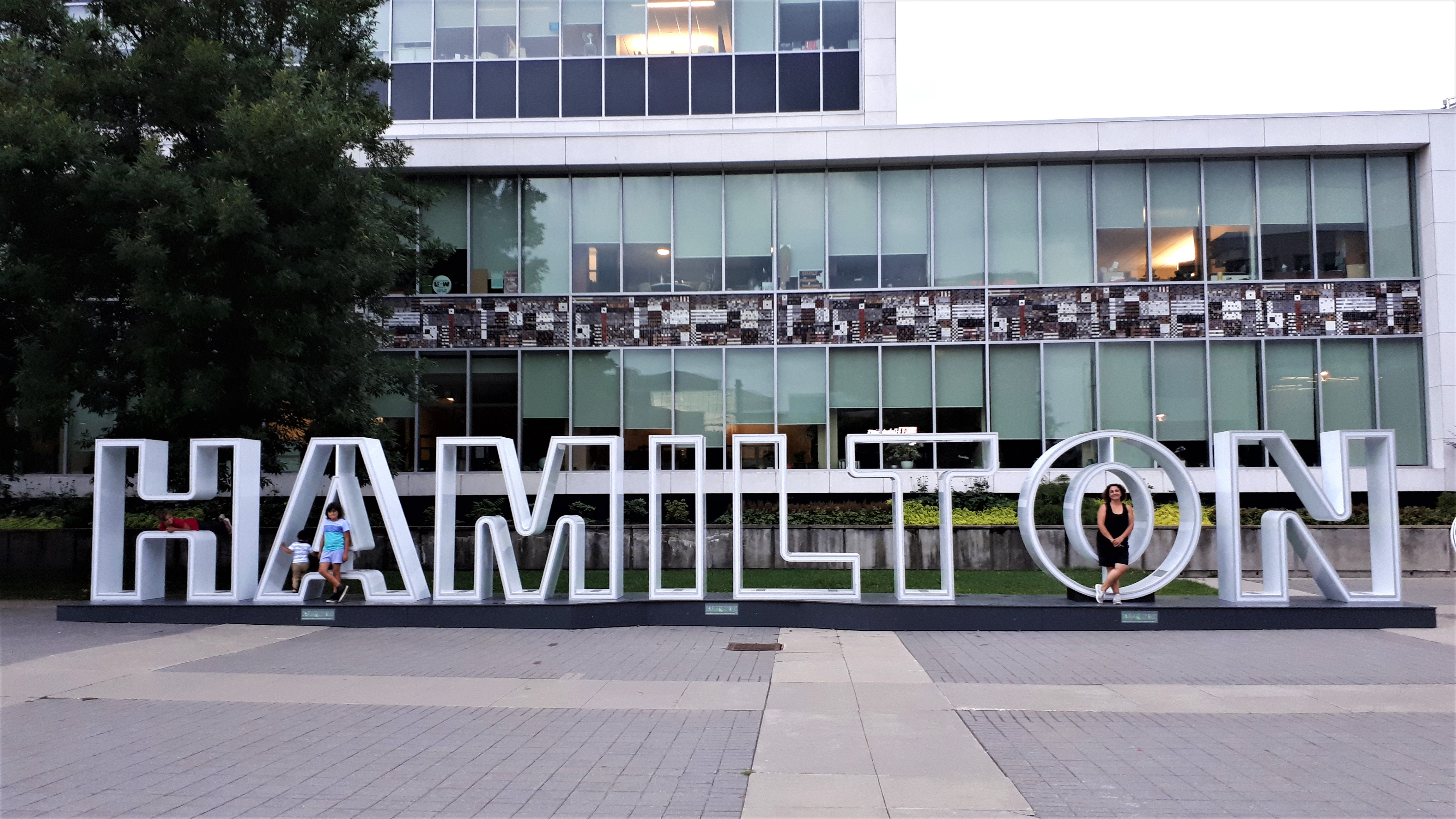

## شهرهای خواهرخوانده
- پیتسبورگ - ایالات متحده
- ساراسوتا - ایالات متحده
- یینگکو - چین
- ‏ Ma'anshan - چین
- راکالموتو - ایتالیا
- ‏ Valle Peligna - ایتالیا
- ‏ Shawinigan - کانادا
- فوکویاما - ژاپن
- پورتو الگره - برزیل
- منگلور - هند
- مونترری٬ - مکزیک